# ابن منظور
اِبن منظور با نام کامل محمد بن مکرم بن علی أبو الفضل جمال الدین ابن منظور الأنصاری الرویفعی الأفریقی (زاده ۶۳۰ قمری، درگذشته ۷۱۱ قمری)، ادیب، تاریخ‌دان و دانشمند علوم اسلامی، فقه و زبان عربی است. مشهورترین اثر او کتاب معجم لسان العرب است.
وی با نحو و علم لغت و تاریخ و کتابت آشنا بود و تاریخ دمشق را در یک‌چهارم قطر کتب آن مختصر کرده است. اختصارات او نزدیک به ۵۰۰ مجلد است.